# 北排河
北排河也称北排水河，位于中华人民共和国河北省东部和天津市南部的一条人工开挖的排沥河道。河道系1966年冬至1967年春，填筑子牙新河右堤取土开挖而成。1977-1980年进行了扩建治理。北排河起自河北省泊头市西辛店乡冯庄村西北的冯庄节制闸，上承滏东排河，沿子牙新河右堤蜿蜒向东北流，经献县中部、河间市东南部、青县南部、黄骅市西北部、天津市滨海新区南部等地区，于滨海新区古林街道马棚口一村（新马棚口村）东南注入渤海，马棚口村建有北排河入海枢纽挡潮闸。河长161.5千米，汇流面积1328平方千米。